# 滙豐銀行（新加坡）

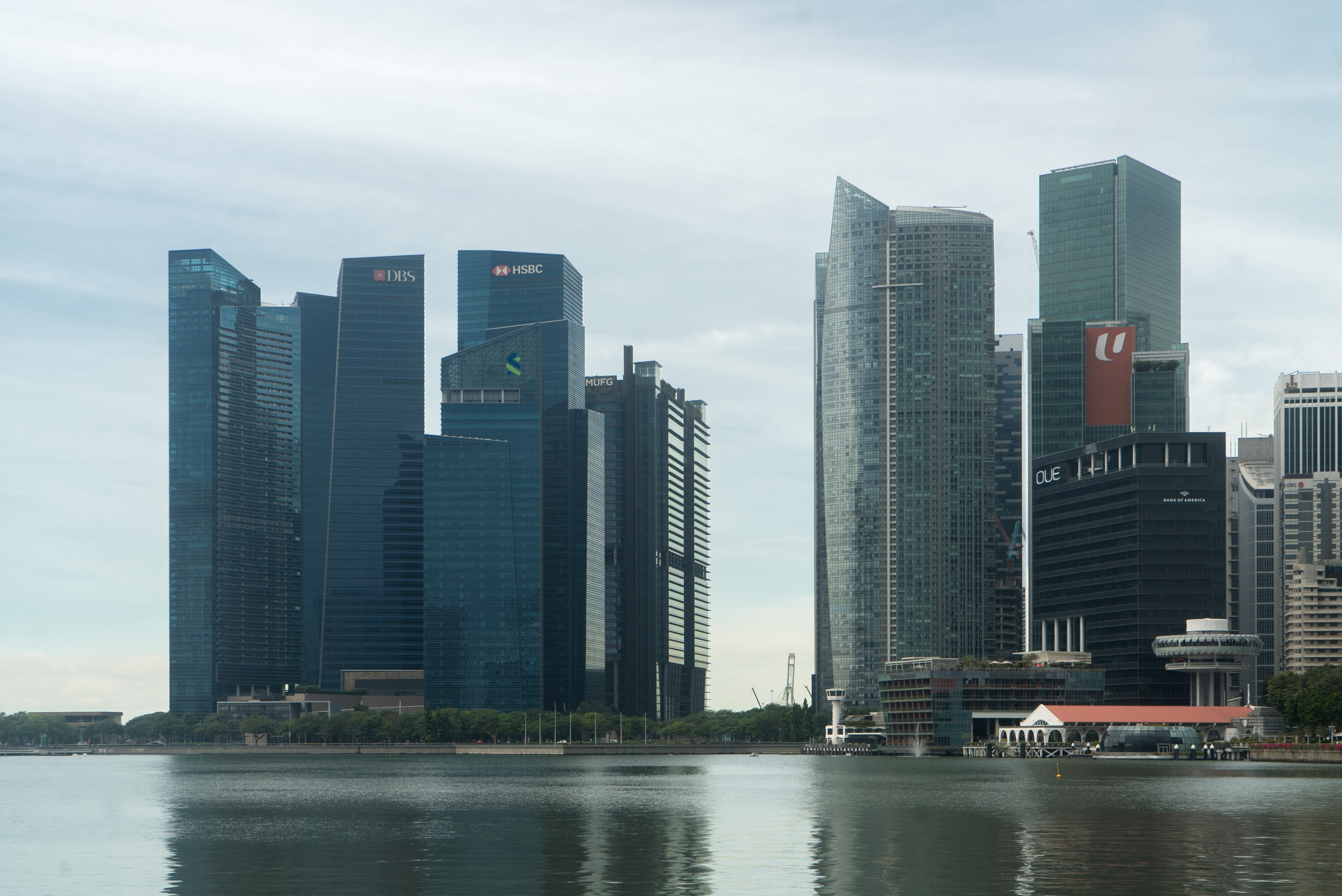
匯豐新加坡總部

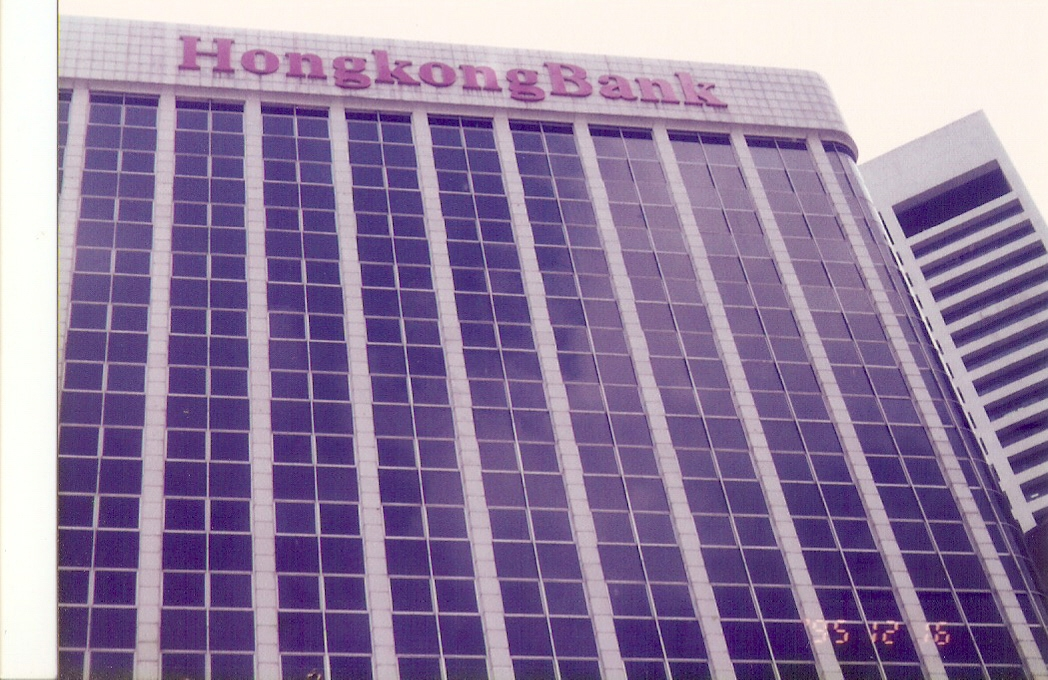
1995年的匯豐新加坡舊總部

滙豐銀行為全球最大的銀行之一，於1877年12月在新加坡哥烈碼頭開設第一間分行，在目前新加坡有18間辦事處，11間分行，同時包括5間滙豐卓越理財中心及35部自動提款機。
滙豐於新加坡主要提供商業、投資、私人銀行、保險及信貸服務。和其他地方一樣，滙豐亦推出了24小時電話理財及和其他地方滙豐同一品牌「online@hsbc」的網上理財服務。目前滙豐在新加坡是唯一一家海外銀行容許客戶從QuickCash提取現金。
滙豐銀行（新加坡）於2005年將現有總行（滙豐銀行大廈，位於哥烈碼頭21號）出售予凱德集團，並以「售後租回」方式租至2019年4月為止。
2018年9月，滙豐銀行（新加坡）落實租用濱海灣金融中心二座14萬平方呎樓面，取代現有總行大樓作為總行新址，預計2019年中至2020年4月遷入。